# Lista de arranha-céus da cidade de São Paulo

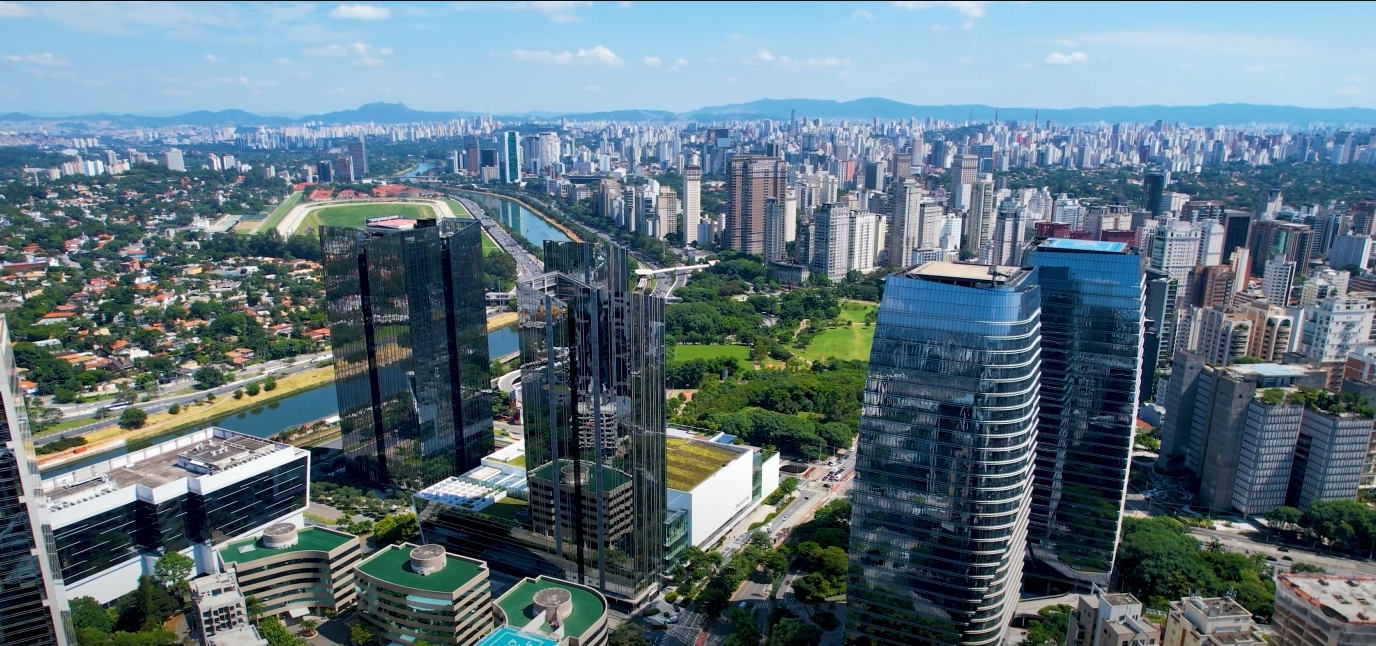
Panorama de São Paulo na região do Itaim Bibi, com destaque destaque para a Marginal Pinheiros, WTorre Plaza e São Paulo Corporate Towers

Esta é a lista de arranha-céus de São Paulo, a maior cidade do Brasil, do continente americano e dos hemisférios ocidental e sul. Dentro do município, existem quase dez mil edifícios altos (acima dos 35 metros de altura (115 pés) ou composto por 12 andares), dos quais 152 são prédios acima de 100 metros e 18 são arranha-céus acima de 150 metros, sendo a quarta cidade com maior número de edifícios e uma das com mais arranha-céus no mundo. Durante o século XX, São Paulo teve um papel de destaque na construção civil do país (permanecendo até atualmente), com muitos de seus novos prédios tendo se posicionado no primeiro lugar dos maiores arranha-céus do país e da América Latina, e representou um marco na arquitetura moderna brasileira, tendo muitos dos seus edifícios protegidos pelo Patrimônio Histórico e tombados pelo CONPRESP (Conselho Municipal de Preservação do Patrimônio Histórico de São Paulo) devido à sua "importância, valor histórico, social e urbanístico".
A história da verticalização de São Paulo iniciou-se na década de 1920, com a construção do Edifício Sampaio Moreira em 1924, de 50 metros de altura e 12 andares, novidade para a época. Ainda naquele ano, foi iniciada a construção do Edifício Martinelli (105 metros), o qual foi inaugurado ainda inacabado em 1929, de modo a concorrer com o Edifício A Noite (84 metros), no Rio de Janeiro, e receber o título de prédio mais alto do país e da América Latina, o que se sucedeu, até a construção do Edifício Kavanagh (120 metros), em Buenos Aires em 1936. O posto de detentor do maior arranha-céu da América Latina voltou a ser de São Paulo com a inauguração do Edifício Altino Arantes (161 metros de altura e 35 andares), construído em 1947 e era a maior construção de concreto armado do mundo e o prédio mais alto do planeta fora dos Estados Unidos.
Em 1960, iniciou-se a construção do Mirante do Vale, concluído em 1966. Com 170 metros de altura e 51 andares, tornou-se o mais alto da cidade e destacou-se por ter sido o mais alto do Brasil por 48 anos até 2014 (sendo o edifício que se manteve na posição por mais tempo). Ainda em 1966, foi inaugurado o Edifício Copan (115 metros), simbolo da cidade e da arquitetura moderna brasileira, uma vez que não seguiu o padrão reto dos outros prédios vizinhos e foi desenhado em curvas sinuosas, por Oscar Niemeyer. Inúmeros novos arranha-céus foram erguidos naquela década, como o Edifício Itália (165 metros), e nos anos posteriores; porém, devido aos incêndios ocorridos nos edifícios Andraus e Joelma na década de 1970, o limite de altura das construções foi inibido e a cidade não teve novos arranha-céus com altura acima dos 160 metros por cerca de quatro décadas. São Paulo teve vários projetos de arranha-céus que seriam os maiores do mundo caso tivessem sido concluídos, como a Maharishi São Paulo Tower (510 metros), que ultrapassaria as Petronas Towers; a Landmark Tower (695 metros) e o Órbita Residence (1,1 quilômetro). Em 2021, foi inaugurado o Figueira Altos do Tatuapé (168 metros e 50 andares), o maior residencial e o quarto maior prédio da cidade. Ainda no mesmo ano, no mês de março, o Platina 220 assumiu a primeira posição como o mais alto de São Paulo quando atingiu sua altura máxima de 172 (após mais de cinquenta anos da finalização do Mirante do Vale), título que durou até maio de 2025, quando a torre corporativa do complexo imobiliário Alto das Nações, ainda em construção, atingiu 175 metros dos 219 metros finais, e também tornou-se a torre corporativa multiuso mais alta do Brasil. Novos edifícios estão em construção, como o Parque Global (composto por cinco torres residenciais, dentre as quais uma terá 173 metros de altura) e os residenciais Cyrela Pininfarina Rebouças (210 metros) e Vista Cyrela Furnished By Armani/Casa (206 metros).
O panorama urbano da cidade tem sido frequentemente listado como um dos mais impressionantes, relevantes e conhecidos do mundo, com grande número de edifícios de alto padrão de classes A, AA e AAA (triple A) e sustentáveis localizados em regiões como Avenida Paulista, Avenida Faria Lima, Brooklin, Berrini, Chucri Zaidan, Itaim Bibi, Centro e Pinheiros, tais como Cidade Matarazzo (+100 metros), RochaVerá Plaza Torre C (134 metros), Faria Lima Plaza (126 metros), Torre Matarazzo (125 metros), entre muitos outros. De acordo com a organização alemã Emporis, em uma pesquisas realizadas a cada dois anos sobre os skyline mais impactantes do mundo, São Paulo ficou na quinta classificação em 2011; sétima em 2013; em 2015, na nona; no ano seguinte, foi novamente incluída na mesma publicação da companhia, estando, atualmente, entre as dez primeiras.

## História
Fundada em 1554 pelos jesuítas, São Paulo se desenvolveu grandemente no século XX, e o dinheiro alcançado com as exportações de café, até então a principal atividade do Estado, impulsionou a industrialização e atraiu imigrantes de vários lugares do mundo, principalmente da Itália.

A historia da construção de edifícios altos na cidade remonta a década de 1920, quando foi inaugurado o Edifício Sampaio Moreira em 1924, projetado pelo arquiteto Cristiano Stockler das Neves e que possuía doze andares e cinquenta metros de altura, feito inovador para a época e que, inclusive, "chegou até a assustar as pessoas". A obra causou uma grande mudança na paisagem local e foi primeiro prédio a romper com o padrão horizontal dos prédios do vale do Anhangabaú, que era dominado pelos pavilhões. Inicialmente, o próprio José de Sampaio Moreira, proprietário da obra, estava hesitante quanto à edificação de um prédio desse porte. Sobre o processo de tentar tirar a obra do papel e enfrentar o urbanista Victor Freyre, rival de seu pai, Cristiano Neves (1982) comentou:
"Victor Freyre não queria aprovar a planta porque era francófilo, não simpatizava com prédios altos. Apesar de a altura do edifício estar conforme à largura da Rua Líbero Badaró, onde se situa, ele alegava que o balcão possuía dois metros de balanço, quando, por lei, só poderia ter 85 centímetros. Mas o Prefeito Firmiano Pinto estava a meu favor. Rcorremos [sic], então à Câmara Municipal, que fez uma lei especial aprovando a construção do Sampaio Moreira".
Naquele mesmo ano, iniciou-se a construção do Edifício Martinelli, pelo empresário Giuseppe Martinelli, que foi inaugurado inacabado em 1929 (sua conclusão foi em 1934, com 105 metros) e deu início à verticalização da cidade, tornando-se, em 1934, o maior arranha-céu do Brasil e da América Latina (ultrapassando o Edifício Joseph Gire) por muitos anos. Projeto de Cristiano Stockler das Neves com alterações de Elisiário Bahiana e Dácio de Moraes, o Edifício Saldanha Marinho, concluído em 1933, foi o primeiro modelo em estilo art déco no país. Em 1947, Martinelli perdeu o título de maior arranha-céu de São Paulo para o Edifício Altino Arantes, o qual, com 161 metros de altura, foi considerado a maior construção de concreto armado do mundo e o mais alto fora dos Estados Unidos. Na mesma região, em 1955, foi concluído o Edifício do Banco do Brasil, com 143 metros de altura (474 pés). Três anos depois, foi inaugurado o Edifício Bretagne, o qual, com seu desenho inovador, foi considerado pela revista britânica de arquitetura Wallpaper um dos dez melhores edifícios para viver no mundo.
Em 1960, foi concluído o novo arranha-céu da cidade, o Mirante do Vale, que, com 170 metros de altura, tornou-se o edifício mais alto do Brasil e permaneceu na posição por 48 anos, quando, em 2014, o Millennium Palace (177 metros) foi finalizado. No ano de 1961, começou-se a construção do Edifício Itália, que foi concluído em 1965, com 168 metros de altura (556 pés), e se tornou o segundo maior edifício da cidade e do país na época. Outra obra que marcou a arquitetura moderna brasileira foi o Edifício Copan (115 metros), desenhado por Oscar Niemeyer.
Foi ainda naquela década em que o centro dos novos arranha-céus mudou-se para outras regiões, como para o sul, na Avenida Paulista. Com o passar dos anos, vários edifícios foram construídos, dentre eles os edifícios Grande São Paulo, Mercantil Finasa, entre outros. Porém, devido aos incêndios ocorridos nos edifícios Andraus e Joelma em 1972 e 1974, respectivamente, o limite de altura de construção de novos prédios residenciais ficou inibido, e São Paulo ficou quase quatro décadas sem construir prédios do gênero com mais de trinta pavimentos e/ou que ultrapassassem cem metros de altura, junto a isso as Leis de Uso e Ocupação do Solo de São Paulo também restringiram a altura dos edifícios; apesar disso, na década de 1990, foram surgindo arranha-céus grandes e mais modernos como o Birmann 21, Plaza Centenário e o complexo do CENU das torres Norte, Leste e Oeste. Naquela década, a Avenida Paulista já saturada com inúmeros prédios, o que com que o foco de novos grandes empreendimento mudasse novamente para o sul, para a Avenida Berrini e Marginal Pinheiros, na região do Brooklin.

Nos anos 2000, surgiram os edifícios Blue Tree Towers Paulista (110 metros), Eldorado Business Tower (141 metros). Sede do BankBoston (145 metros), E-Tower (148 metros), e outros. Além disso, naquela época, surgiram inúmeros projetos de megas arranha-céus que seriam os maiores do mundo caso tivessem sido construídos. Dentre eles, estavam a Maharishi São Paulo Tower (508 metros) — uma iniciativa conjunta do MGDF (Maharishi Global Development Fund), um fundo internacional de investimentos imobiliários do guro indiano Maharishi Mahesh Yogi, e do grupo brasileiro Brasilinvest, presidido pelo empresário Mario Garnero —, cujo desenho remeteria a uma pirâmide de estilo védico. A obra causou controvérsia, uma vez que iria desfigurar uma vasta área do Centro Histórico para, em seguida, revitalizá-la, e iria desapropriar praticamente todo o bairro do Pari. Circundando a Maharishi, haveria um parque de mais de um milhão de metros quadrados, o qual, para ser realizado, eliminaria quase cem quarteirões. Depois que fosse concluída, a megatorre seria ser ocupada por cinquenta mil habitantes fixos, dentre escritórios e cerca de dez mil apartamentos, e outros cinquenta mil visitantes iriam ao local para visitar os moradores, "fazer compras ou fechar negócios". Seu custo seria 1,65 bilhão de dólares. Caso fosse concluída em 2005, desbancaria as Petronas Towers (452 metros) como o mais alto do planeta. Outro megaprojeto é o Orbita Residence, o qual teria 1 112 metros (3 648 pés) e 265 andares, seria, portanto, o primeiro arranha-céu a ultrapassar um quilômetro de altura.

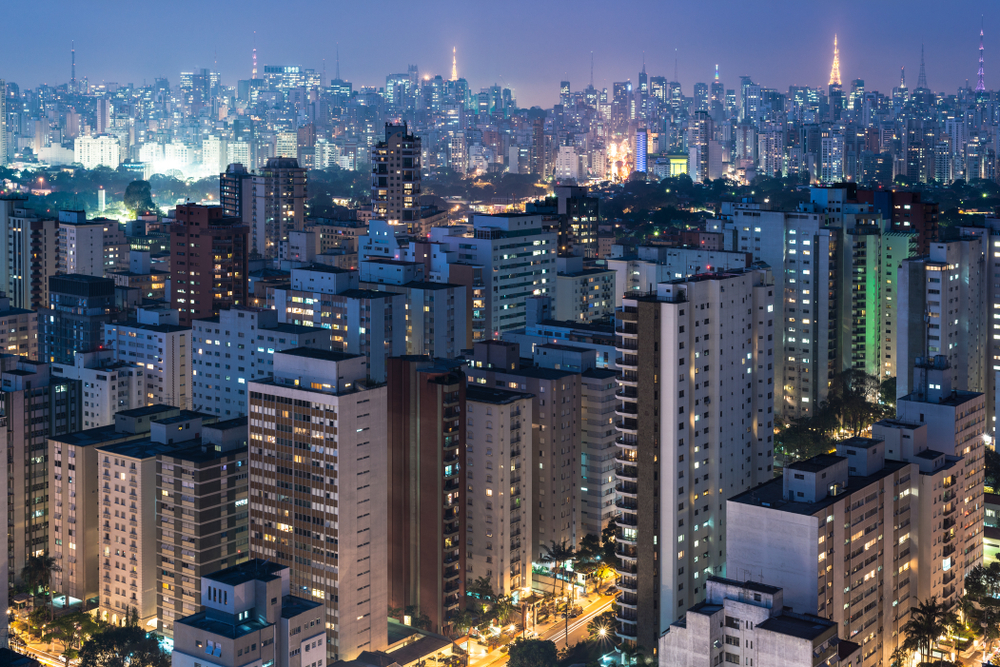
Panorama de São Paulo na região dos Jardins, ao anoitecer

No ano de 2014, após inúmeros impasses e burocracias com as leis do Brasil, órgãos governamentais e associações de moradores (que durou sete anos), o empresário francês Alexandre Allard anunciou o lançamento do complexo Cidade Matarazzo, que reformará o antigo Hospital Matarazzo e seus arredores e construirá a Torre Mata Atlântica (mais de 100 metros de altura). Para a compra do terreno em 2011, ele teve que pagar à vista quase 120 milhões de reais.  Em 2019, o edifício Forma Itaim venceu o prêmio de Melhor prédio alto abaixo de 100 metros do mundo. Dois anos antes,havia ganhado os Prêmios Pini na categoria Melhor Edifício Residencial, o Talento Engenharia Estrutural e o Central & South America Property Awards Development.
Em setembro de 2021, quase quatro décadas após os incêndios dos Andraus e Joelma, foi inaugurado o Figueira Altos do Tatuapé, de 168 metros de altura e 50 andares, que se tornou o residencial mais alto e o terceiro maior prédio da cidade. Sua construção só foi possível porque sua construtora, a Porte Engenharia e Urbanismo, protocolou o projeto na prefeitura em setembro de 2013, um ano antes de o atual Plano Diretor entrar em vigor, que só permite esse tipo de construção em avenidas e áreas perto de transporte público. O mesmo se sucedeu a novos empreendimentos tais como o Platina 220 (172 metros) — o qual, em março de 2021, ficou com o título que antes pertencia ao Mirante do Vale, sendo primeira vez o prédio mais alto de São Paulo não está localizado no Centro da capital até entaão. Em 31 de março de 2025, o Alto das Nações, tornou-se o mais alto da cidade e será o primeira a ultrapassar a marca dos 200 metros. Além deste último, novos projetos +200 metros estão em andamento e a ser anunciados.

## Maiores edifícios

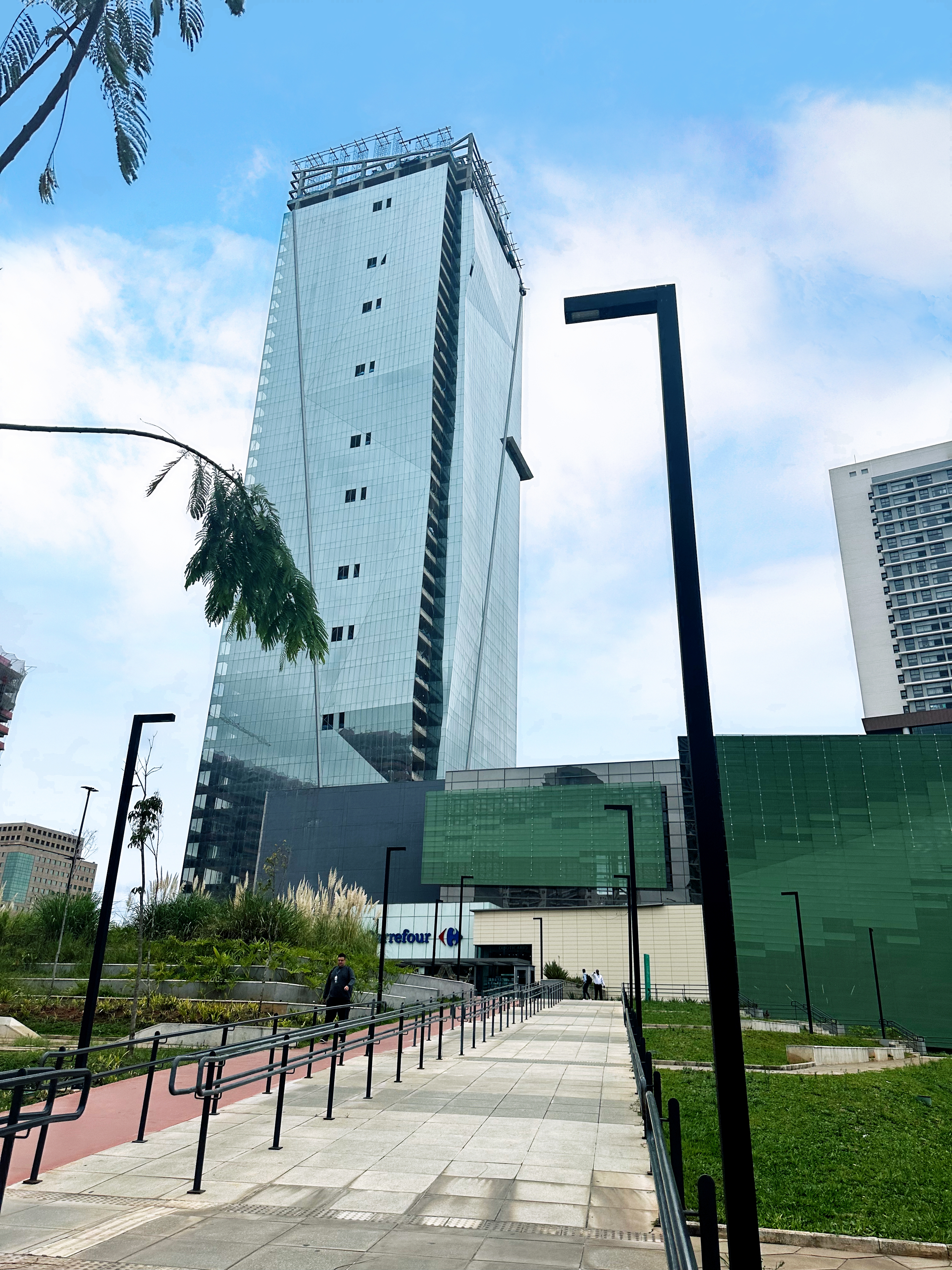
A torre corporativa do complexo Alto das Nações tornou-se o edifício mais alto de São Paulo em maio de 2025, quando, ainda em construção, atingiu a altura de 175 metros

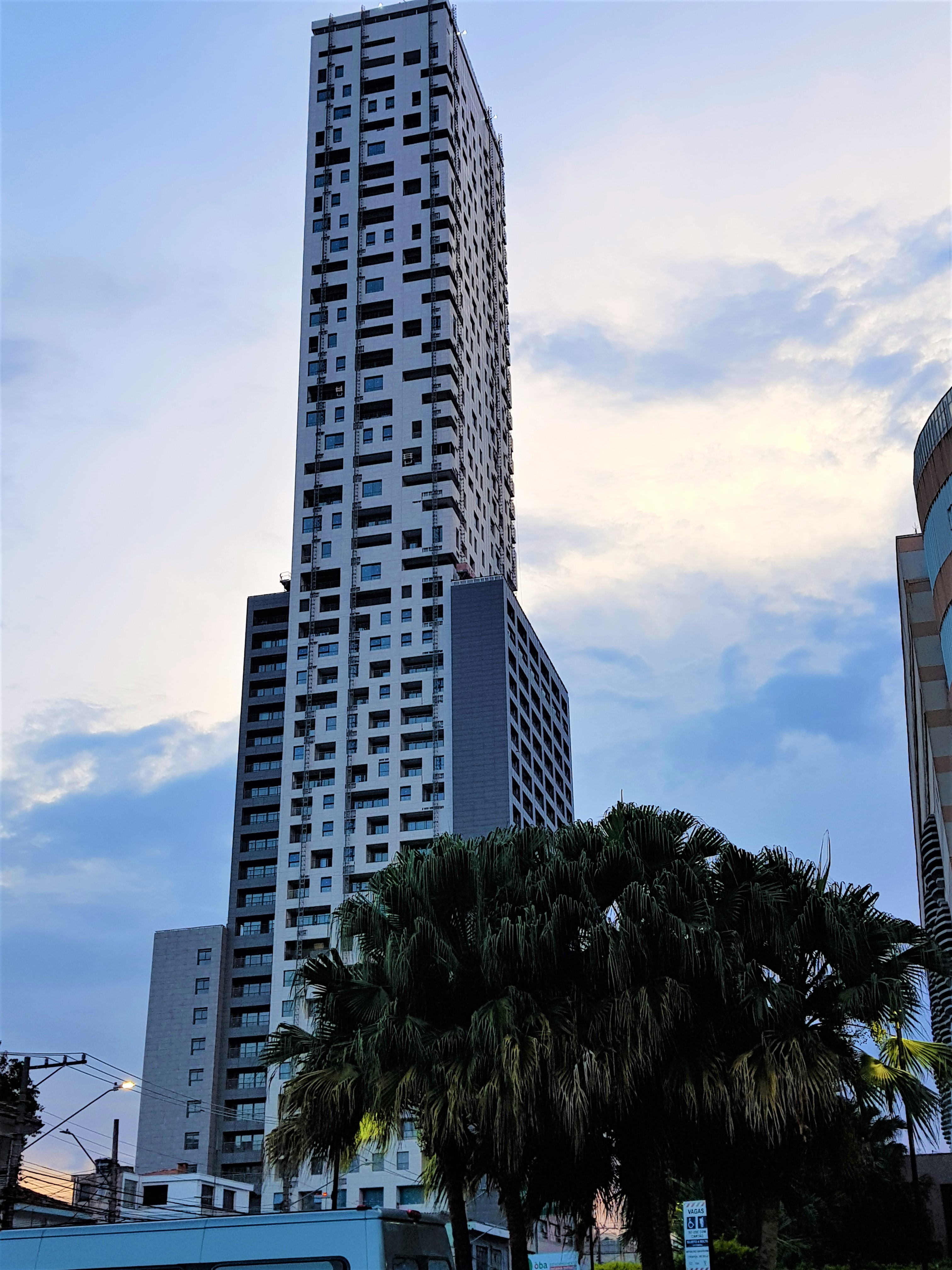
Platina 220 o segundo mais alto

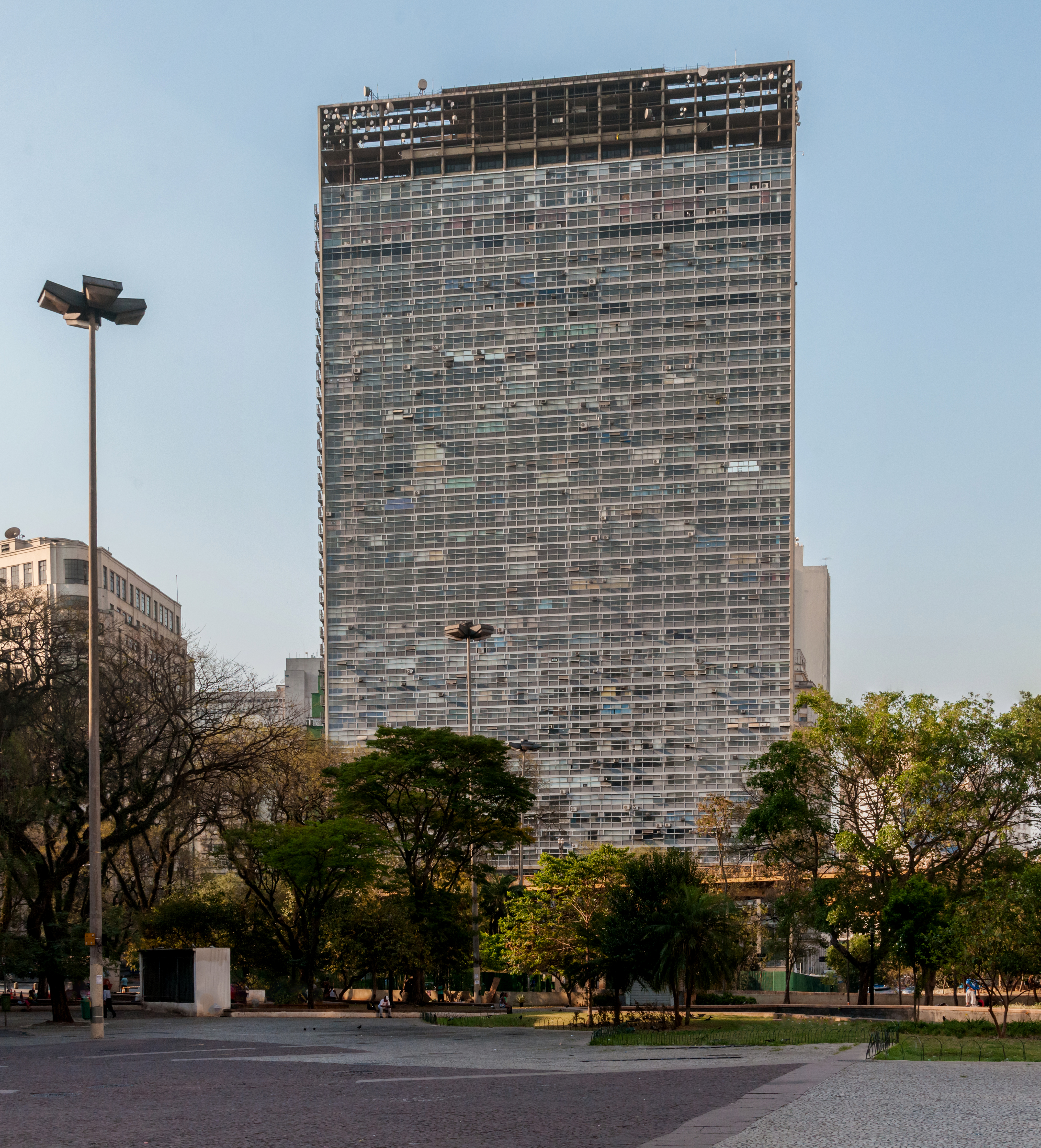
Mirante do Vale, o terceiro maior arranha-céu

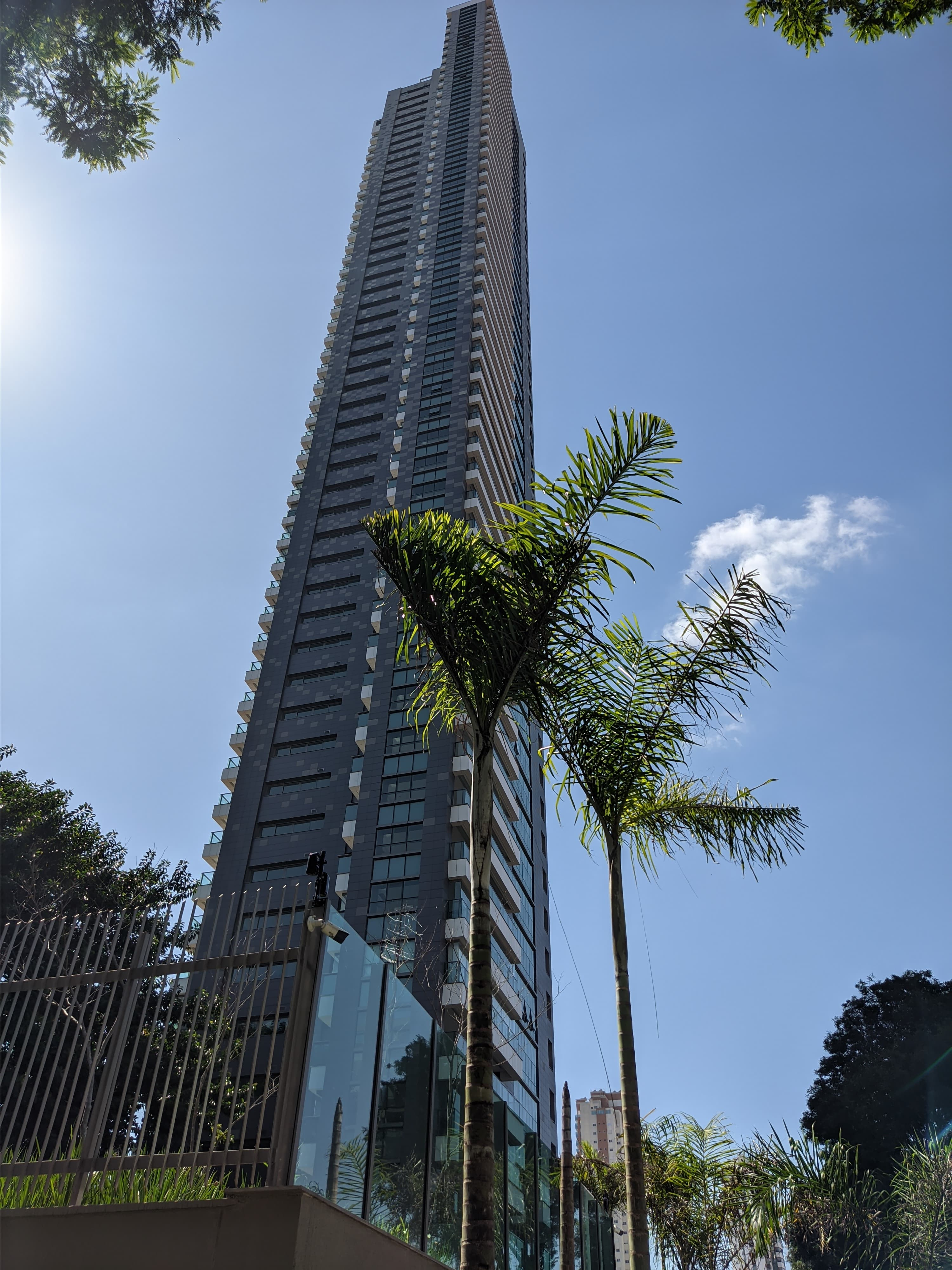
Figueira Altos do Tatuapé, o maior residencial e quarto maior edifício da cidade

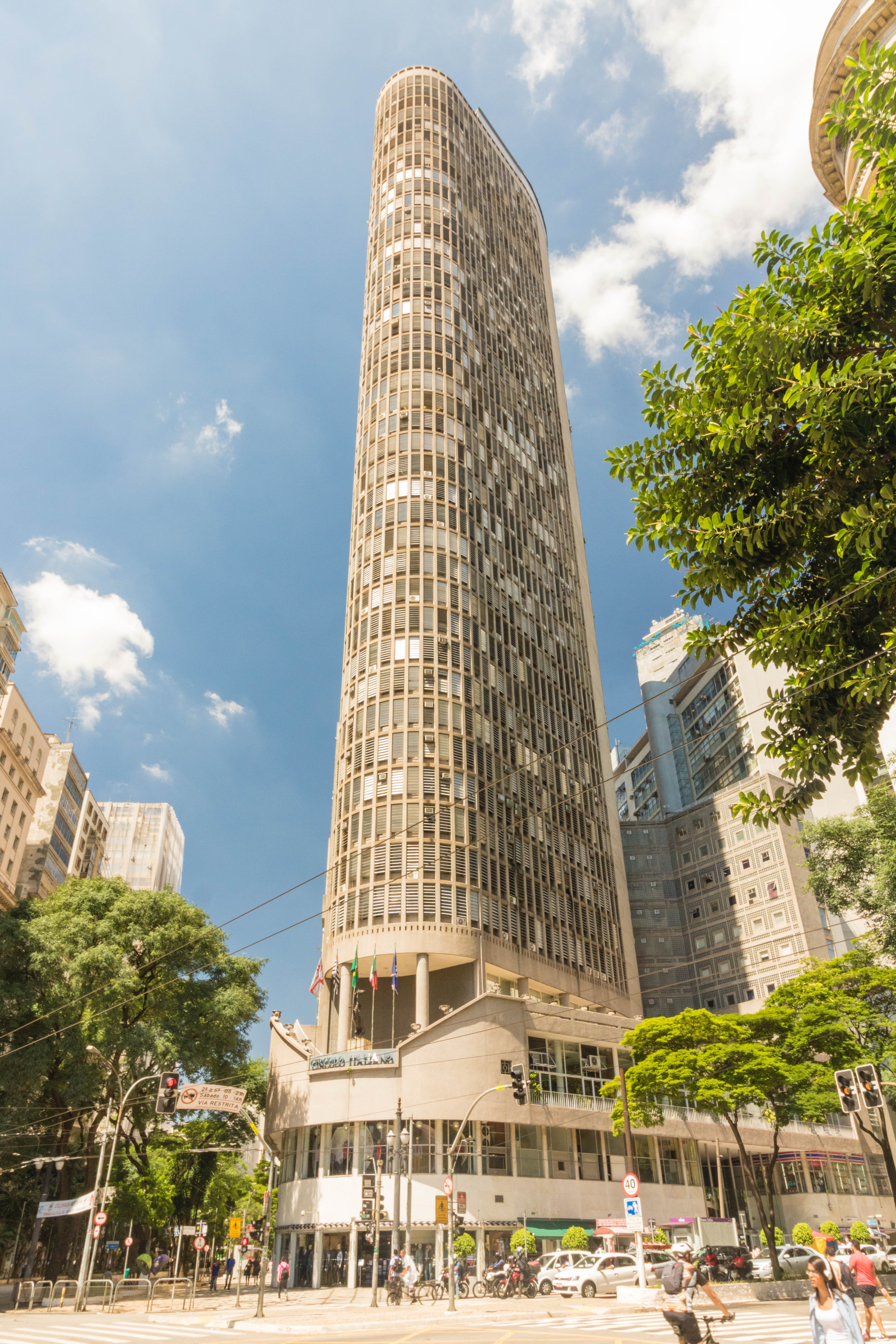
O Edifício Itália ocupa quinta posição

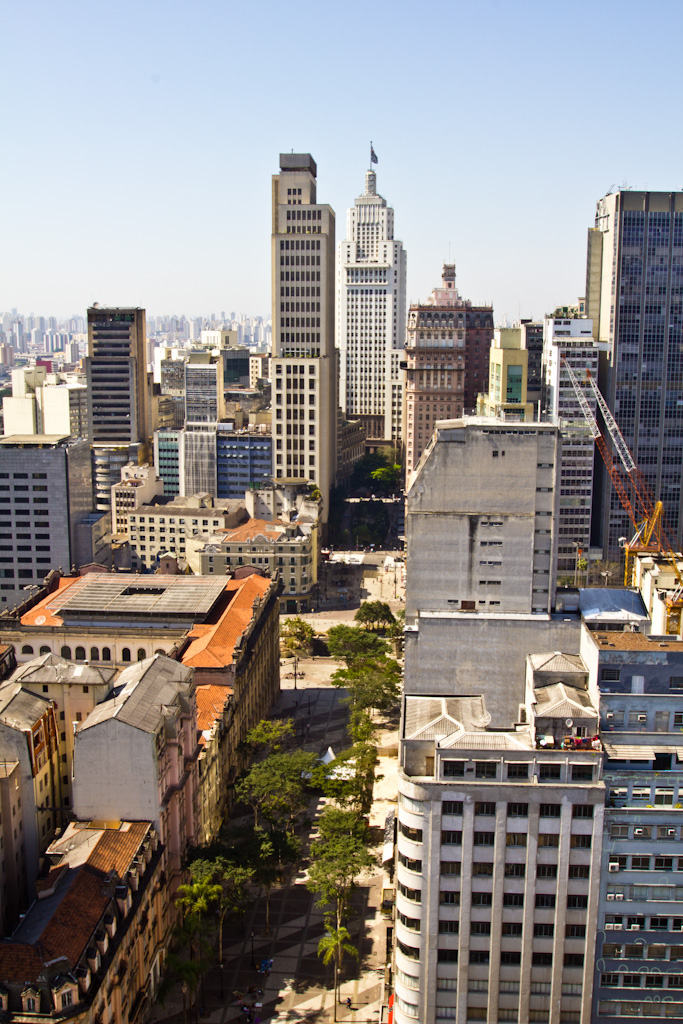
Edifício Altino Arantes (centro), considerado um símbolo da cidade

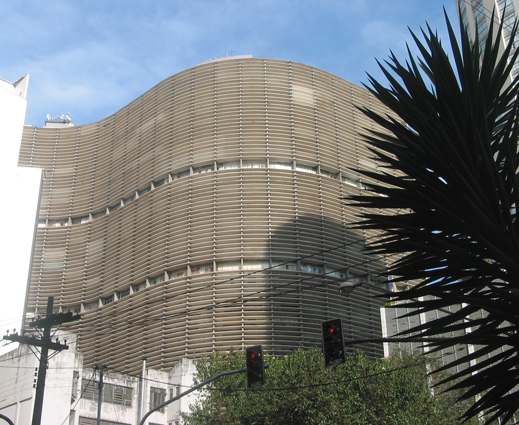
Edifício Copan, um marco da Arquitetura modernista no Brasil

Esta lista reúne os 100 maiores arranha-céus de São Paulo (residencial e/ou comercial/escritórios), incluindo a altura em metros e pés (feets) e a classificação de cada edifício. O maior possui, atualmente 194 metros (636 pés), embora sua altura final será de 219 metros, e o menor (dentre os mais altos) possui 100 metros de altura (364 pés).
| Posição | Edifício                            | Altura | Altura | Andares | Ano de conclusão |
| Posição | Edifício                            | Metros | Pés    | Andares | Ano de conclusão |
| ------- | ----------------------------------- | ------ | ------ | ------- | ---------------- |
| 1       | Alto das Nações                     | >194   | 636    | -       | -                |
| 2       | Platina 220                         | 172    | 564    | 50      | 2022             |
| 3       | Mirante do Vale                     | 170    | 558    | 51      | 1960             |
| 4       | Figueira Altos do Tatuapé           | 168    | 556    | 52      | 2021             |
| 5       | Edifício Itália                     | 165    | 556    | 45      | 1965             |
| 6       | Edifício Altino Arantes             | 161    | 528    | 35      | 1947             |
| 7       | Torre Norte do CENU                 | 158    | 500    | 38      | 1999             |
| 8       | Parque Cidade Jardim                | 158    | 500    | 41      | 2008             |
| 8       | Torre Begônias                      | 158    | 500    | 41      | 2008             |
| 8       | Torre Jabuticabeiras                | 158    | 500    | 41      | 2008             |
| 8       | Torre Magnólias                     | 158    | 500    | 41      | 2008             |
| 8       | Torre Resedá                        | 158    | 500    | 41      | 2008             |
| 8       | Torre Ipês                          | 158    | 500    | 41      | 2009             |
| 8       | Torre Zíneas                        | 158    | 500    | 41      | 2009             |
| 8       | Torre Limantos                      | 158    | 500    | 41      | 2010             |
| 16      | Josephine                           | 150    | 492    | 41      | 2014             |
| 17      | EZ Towers - Torre A                 | 150    | 492    | 32      | 2016             |
| 17      | EZ Towers - Torre B                 | 150    | 492    | 32      | 2016             |
| 20      | Birmann 21                          | 149    | 488    | 26      | 1997             |
| 20      | Pq. Gamaro / Torre Folhagem         | 149    | 488    | 44      | 2024             |
| 20      | Pq. Gamaro / Torre Pétala           | 149    | 488    | 44      | 2024             |
| 21      | E-Tower                             | 148    | 480    | 39      | 2005             |
| 22      | Eco Berrini                         | 147    | 482    | 35      | 2012             |
| 23      | Sede do BankBoston                  | 145    | 476    | 35      | 2002             |
| 24      | W Hotel & Residences São Paulo      | 145    | 475    | 40      | 2025             |
| 25      | Edifício Sede Banco do Brasil       | 143    | 470    | 24      | 1954             |
| 26      | Emiliano Anália Franco              | 143    | 469    | 41      | 2013             |
| 27      | Pç. Henrique Monteiro / Pulso Hotel | 142    | 467    | 39      | 2024             |
| 28      | Canário                             | 141    | 462    | 40      | 2010             |
| 28      | Inhambú                             | 141    | 462    | 40      | 2010             |
| 29      | WTorre Morumbi                      | 141    | 462    | 34      | 2014             |
| 30      | Eldorado Business Tower             | 140.9  | 462    | 36      | 2007             |
| 31      | Berrini 1                           | 139    | 455    | 34      | 2014             |
| 32      | Plaza Centenário                    | 139    | 455    | 34      | 1995             |
| 33      | São Paulo Corporate Towers (South)  | 139    | 452    | 30      | 2016             |
| 33      | São Paulo Corporate Towers (North)  | 139    | 452    | 30      | 2016             |
| 35      | Ed. Katherine Mansfield             | 139    | 452    | 39      | 2013             |
| 36      | Edifício Mandarim                   | 137    | 452    | 41      | 2006             |
| 37      | WTorre JK / Torre Santander         | 136    | 446.3  | 34      | 2009             |
| 38      | Brookfield Towers                   | 135    | 443    | 35      | 2017             |
| 39      | Rochaverá Corporate Towers          | 134    | 440    | 33      | 2012             |
| 40      | Hospital Sírio-Libanês (Bela Vista) | 133    | 439    | 27      | 2015             |
| 41      | Seridó 106                          | 133    | 439    | 36      | 2012             |
| 42      | Edifício Barão de Iguape            | 133    | 436    | 37      | 1959             |
| 43      | Helen Altos do Tatuapé              | 133    | 436    | 37      | 2018             |
| 44      | Complexo JK / Torre 1               | 132    | 433    | 30      | 2012             |
| 45      | Horizonte JK                        | 131    | 431    | 42      | 2015             |
| 46      | Edifício TJSP                       | 130    | 427    | 36      | 1968             |
| 47      | Heritage Cyrela                     | 130    | 427    | 33      | 2020             |
| 48      | Tower Bridge Corporate              | 130    | 427    | 30      | 2012             |
| 49      | WTorre JK / Torre 2                 | 130    | 427    | 26      | 2012             |
| 50      | Edifício Grande São Paulo           | 129    | 423    | 40      | 1971             |
| 51      | Flórida Penthouses A                | 129    | 423    | 40      | 2008             |
| 52      | Mercantil Finasa                    | 129    | 423    | 35      | 1973             |
| 53      | Morumbi Corporate Golden Tower      | 126    | 413    | 29      | 2013             |
| 54      | Faria Lima Plaza                    | 126    | 413    | 22      | 2021             |
| 55      | Birmann 32                          | 125.6  | 412    | 27      | 2020             |
| 56      | Ciragan                             | 125    | 410    | 42      | 2007             |
| 57      | JW Marriott São Paulo               | 125    | 410    | 31      | 2018             |
| 58      | H.I Pinheiros                       | 125    | 410    | 38      | 2025             |
| 59      | Instituto Doutor Arnaldo            | 125    | 410    | 25      | 2007             |
| 60      | Torre Matarazzo                     | 22     | 2015   |         |                  |
| 61      | Torre do World Trade Center         | 124    | 406    | 26      | 1994             |
| 62      | Torre Tarumã                        | 123.4  | 405    | 37      | 2015             |
| 63      | Capital Corporate Office            | 123.2  | 404    | 32      | 2012             |
| 64      | Edifício Jacarandá                  | 122    | 418    | 37      | 2003             |
| 64      | Edifício Paineiras                  | 122    | 418    | 37      | 2004             |
| 64      | Edifício Plátano                    | 122    | 418    | 37      | 2006             |
| 67      | Casa Grande Bloco A                 | 122    | 418    | 37      | 2003             |
| 67      | Casa Grande Bloco B                 | 122    | 418    | 37      | 2003             |
| 67      | Casa Grande Bloco C                 | 122    | 418    | 37      | -                |
| 67      | Casa Grande Bloco D                 | 122    | 418    | 37      | -                |
| 71      | White 2880                          | 120.2  | 393    | 34      | 2022             |
| 72      | L'Essence Jardins                   | 120    | 402    | 35      | 2006             |
| 73      | Torre Leste do CENU                 | 120    | 400    | 32      | 2001             |
| 73      | Torre Oeste do CENU                 | 120    | 400    | 30      | 1998             |
| 75      | Lindenberg Alto das Nações          | 116    |        | 38      | 2025             |
| 76      | Edifício Copan                      | 115    | 390    | 35      | 1966             |
| 77      | Edifício Andraus                    | 115    | 390    | 32      | 1962             |
| 78      | Leeds Hall                          | 114    | 388    | 34      | 2006             |
| 79      | Edifício Conde de Prates            | 112    | 385    | 33      | 1955             |
| 80      | Renaissance São Paulo Hotel         | 110    | 380    | 26      | 1994             |
| 80      | CBI Esplanada                       | 110    | 380    | 30      | 1948             |
| 80      | Centro Cultural Itaú                | 110    | 380    | 14      | 1993             |
| 80      | Blue Tree Towers Paulista           | 110    | 380    | 26      | 2000             |
| 84      | Brascan Century Plaza Apartments    | 109    | 378    | 33      | 2002             |
| 85      | Edifício Martinelli                 | 106    | 347    | 30      | 1929             |
| 86      | Edifício Chaim Herzsprung           | 105    | 370    | 30      | 1997             |
| 87      | Edifício Jacaranda                  | 104    | 368    | 27      | 1988             |
| 88      | São Paulo Fashion Hall              | 103    | 366    | 25      | 2003             |
| 88      | Faria Lima Premium                  | 103    | 366    | 28      | 1988             |
| 90      | Edifício General Osório             | 102    | 365    | 28      | 1980             |
| 90      | Edifício Ribeirão Preto             | 102    | 365    | 27      | 1986             |
| 90      | Edifício Barnabé Corréa             | 102    | 365    | 28      | 1979             |
| 90      | Plaza Iguatemi Business Center      | 102    | 365    | 21      | 2001             |
| 94      | Edifício São Luís Gonzaga           | 101    | 363    | 24      | 2000             |
| 94      | Boulevard Sul                       | 101    | 363    | 20      | 2005             |
| 96      | Torre 2000                          | 100    | 364    | 27      | 2002             |
| 96      | Conjunto Nacional                   | 100    | 364    | 25      | 1962             |
| 96      | Palácio Clóvis Ribeiro              | 100    | 364    | 23      | 1950             |
| 99      | Continental Office Tower            | 100    | 364    | 18      | 2003             |
| 100     | Mirant Vila Madalena                | 130    | 426    | 40      | 2023             |

## Maiores arranha-céus com Antena

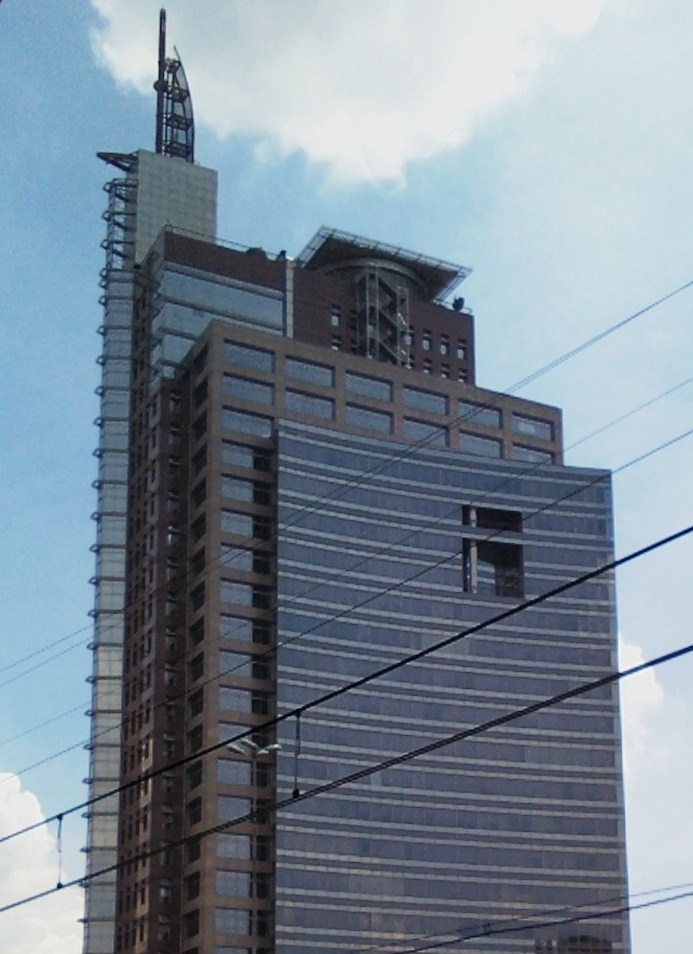
Birmann 21 é o 4.° maior arranha-céu com antena da cidade. Nota-se como é o mastro do edifício.

Esta lista reúne os arranha-céus com antena da Cidade de São Paulo, contém a altura do telhado á antena de cada um dos 10 maiores edifícios com antena de telecomunicação, ou seja, é a altura original, mais a altura da antena.
| Posição | Nome                      | Ano  | Andares | Antena (Altura) ft | Antena (Altura) m | Telhado (Altura) ft | Telhado (Altura) m |
| ------- | ------------------------- | ---- | ------- | ------------------ | ----------------- | ------------------- | ------------------ |
| 1       | Edifício Itália           | 1965 | 45      | 580                | 172               | 556                 | 168                |
| 2       | Mirante do Vale           | 1947 | 40      | 575                | 171               | 528                 | 170                |
| 3       | Edificio Altino Arantes   | 2005 | 39      | 495                | 156               | 488                 | 150                |
| 4       | Birmann 21                | 1996 | 39      | 493                | 155               | 480                 | 149                |
| 5       | Edifício Copan            | 1953 | 45      | 470                | 145               | 460                 | 140                |
| 6       | Edifício Barão de Iguape  | 1959 | 37      | 455                | 140               | 445                 | 133                |
| 7       | Edifício Martinelli       | 1929 | 30      | 448                | 134               | 440                 | 130                |
| 8       | Centro Cultural Itaú      | 1993 | 14      | 400                | 121               | 380                 | 110                |
| 9       | Edifício Conde de Prates  | 1955 | 33      | 393                | 118               | 385                 | 112                |
| 10      | Blue Tree Towers Paulista | 2000 | 26      | 390                | 116               | 380                 | 110                |

## Em construção
| Nome                                  | Altura (m) | Andares | Ano de conclusão (previsto) | Ref.                    |
| ------------------------------------- | ---------- | ------- | --------------------------- | ----------------------- |
| Alto das Nações                       | 219        | 45      | 2025                        | [ 138 ]                 |
| Cyrela Pininfarina Rebouças           | 210        | -       | -                           | [ 139 ]                 |
| One Innovation                        | 209        | -       | -                           | [ 140 ]                 |
| Vista Cyrela By Armani                | 206        | 55      | 2028                        | [ 141 ]                 |
| Vista Cyrela Furnished By Armani/Casa | 206        | 55      | 2028                        | [ 141 ]                 |
| Parque Global - Torre Ibirapuera      | 145-173    | 47      | 2025                        | [ 142 ] [ 143 ] [ 144 ] |
| Parque Global - Torre Imperial        | 145-173    | 47      | 2025                        | [ 142 ] [ 143 ] [ 144 ] |
| Parque Global - Torre Prospect        | 145-173    | 47      | 2025                        | [ 142 ] [ 143 ] [ 144 ] |
| Parque Global - Torre Regent          | 145-173    | 47      | 2025                        | [ 142 ] [ 143 ] [ 144 ] |
| Parque Global - Torre Sempione        | 145-173    | 47      | 2025                        | [ 142 ] [ 143 ] [ 144 ] |
| Torre Bela Vista                      | 152        | 43      | 2025                        | [ 145 ]                 |
| On The Sky by Yoo                     | 150        | 46      | 2027                        | [ 146 ]                 |
| Altto Vila Madalena                   | 150        | 43      | 2021-22                     | [ 147 ] [ 148 ]         |
| W Residences                          | 150        | 42      | 2022                        | [ 149 ]                 |
| River South                           | 150        | 40      | 2025                        | [ 150 ]                 |
| On The Sky Pompeia                    | 147        | -       | -                           | [ 151 ]                 |
| On the Sky Bela Cintra                | 144        |         | 2029                        | [ 151 ]                 |
| Escape Eden Cyrela                    | 140        | 41      | 2028                        | [ 152 ]                 |
| Damata Itaim                          | 135        | 40      | 2026                        | [ 153 ]                 |
| Oscar 2525                            | 135        | 38      | 2027                        | [ 154 ]                 |
| High Wonder                           | 132        | 47      | 2025                        | [ 155 ]                 |
| Aura Pacaembu Cyrela                  | 120        | 36      | 2027                        | [ 156 ]                 |
| Level Brooklin                        | 100        | 30      | 2025                        | [ 157 ]                 |
| Moma Moema                            | 100        | 30      | 2026                        | [ 158 ]                 |

## Maiores Estruturas

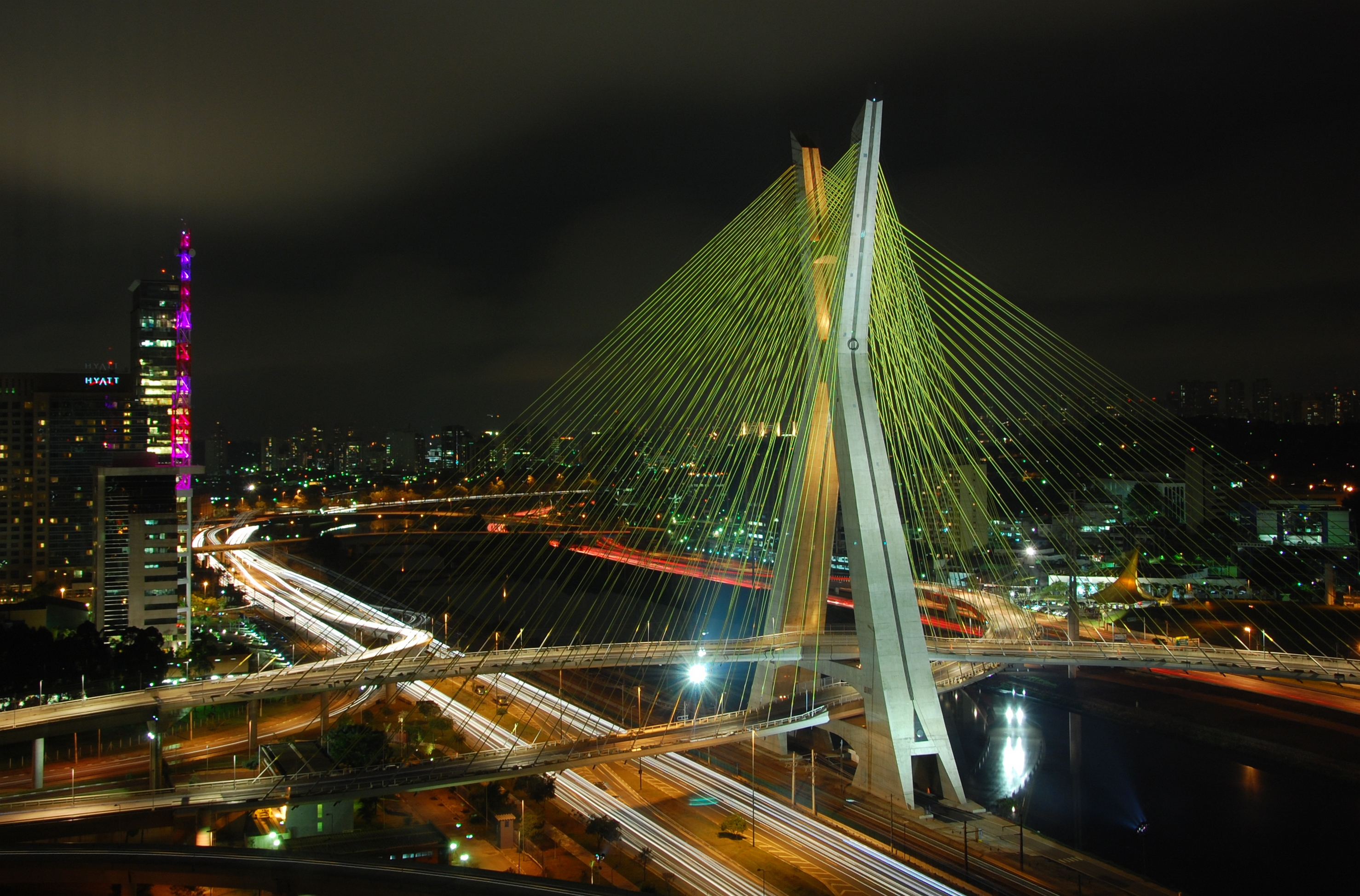
A Ponte Octávio Frias de Oliveira é a 3° maior estrutura da cidade, e também é o novo cartão postal de São Paulo

Esta lista reúne as maiores estruturas da cidade de São Paulo, com altura em pés (feets) e em metros. Essas estruturas são antenas de telecomunicação, que podem chegar á mais de 200 metros. A Ponte Octávio Frias de Oliveira não possui antena, mais é uma das maiores estruturas da cidade.
| Posição | Nome                            | Ano  | Altura (ft) | Altura (m) |
| ------- | ------------------------------- | ---- | ----------- | ---------- |
| 1       | Torre da Band                   | 1996 | 698         | 212        |
| 2       | Ponte Octávio Frias de Oliveira | 2008 | 443         | 138        |
| 3       | Torre Vivo                      | 2003 | 220         | 29         |

## Maiores arranha-céus por Região
Esta lista reúne os maiores arranha-céus por região da Cidade de São Paulo. A região Norte da cidade não possui representantes entre os maiores arranha-céus da metrópole.
| Região     | Nome                    | Altura (ft) | Altura (m) | Andares | Ano  |
| ---------- | ----------------------- | ----------- | ---------- | ------- | ---- |
| Centro     | Mirante do Vale         | 558         | 170        | 51      | 1960 |
| Zona Sul   | Alto das Nações         | 574         | 219        | 45      | 2025 |
| Zona Oeste | Eldorado Business Tower | 465         | 141        | 36      | 2007 |
| Zona Leste | Platina 220             | 564         | 172        | 50      | 2022 |
| Zona Norte | -                       | -           | -          | -       | -    |

## Projetos propostos
| Nome           | Altura (m) | Andares | Ano de conclusão (previsto) | Ref.    |
| -------------- | ---------- | ------- | --------------------------- | ------- |
| Brooklin Tower | 230        | 55      | -                           | [ 159 ] |
| Uriel          | -          | 50      | -                           | [ 160 ] |

## Projetos cancelados

Prévia do projeto do Maharishi São Paulo Tower. À época, seria edifício mais alto do planeta, superando as Petronas Towers. O projeto foi criticado devido ao seu desenho extravagante

São Paulo teve inúmeros projetos de grande porte que foram cancelados, incluindo supertalls (acima dos 300 metros) e megatalls (acima dos 600 metros) que seriam os maiores do mundo, se concluídos à época.
| Nome                      | Altura (m) | Andares | Ano de conclusão (previsto) | Ref.                            |
| ------------------------- | ---------- | ------- | --------------------------- | ------------------------------- |
| Órbita Residence          | 1,1 km     | 265     | 2004                        | [ 161 ]                         |
| City Tower Anhembi        | 650        | 160     | 2011                        | [ 162 ]                         |
| Maharishi São Paulo Tower | 508        | 108     | 2005                        | [ 163 ] [ 164 ] [ 165 ] [ 166 ] |
| Torre Nova São Paulo      | 250        | 67      | -                           | [ 167 ]                         |
| Casper Libero             | 240        | 44      | -                           | [ 168 ]                         |

## Linha do tempo dos edifícios mais altos
Esta tabela lista edifícios que já foram em algum momento o edifício mais alto de São Paulo.
| Nome                     | Imagem | Endereço                                                       | Anos      | Altura m/ft   | Andares |
| ------------------------ | ------ | -------------------------------------------------------------- | --------- | ------------- | ------- |
| Edifício Sampaio Moreira |        | Rua Líbero Badaró                                              | 1924–1929 | 50 / 248      | 12      |
| Edifício Martinelli      |        | Rua Líbero Badaró/ Avenida São João/ Rua São Bento             | 1929–1947 | 130 / 440     | 30      |
| Edifício Altino Arantes  |        | Rua 15 de Novembro/ Rua João Brícola/ Praça Antônio Prado      | 1947–1960 | 161 / 528     | 40      |
| Mirante do Vale          |        | Avenida Prestes Maia/ Rua Brigadeiro Tobias/ Praça Pedro Lessa | 1960–2021 | 170 / 558     | 51      |
| Platina 220              |        | Rua Bom Sucesso                                                | 2021–2025 | 165 / 542     | 46      |
| Alto das Nações          |        | Avenida das Nações Unidas                                      | 2025–     | Em construção | 45      |